# Televisioni locali della Toscana
Eitowers Toscana, Firenze DvbT2, Tv 1 A, Tv 1 B e Tv 1 D sono cinque dei multiplex della televisione digitale terrestre presenti nel sistema DVB-T italiano.
Eitowers Toscana appartiene a EI Towers S.p.A. interamente posseduta da 2i Towers S.r.l., a sua volta controllata al 100% da 2i Towers Holding S.r.l., che è partecipata per il 40% da Mediaset e per il 60% da F2i TLC 1 S.r.l..
Firenze DvbT2 appartiene a Servizi Radio Telecomunicazioni srl.
Tv 1 A, Tv 1 B e Tv 1 D appartengono a Tv1 e 8 Toscana.

## Copertura
Eitowers Toscana è una rete di primo livello disponibile in tutta la Toscana.
Firenze DvbT2 è una rete di secondo livello disponibile nelle province di Firenze, Prato e Pistoia.
Tv 1 A è una rete di secondo livello disponibile nelle province d'Arezzo e Siena.
Tv 1 B è una rete di secondo livello disponibile nelle province di Firenze, Pistoia e Prato.
Tv 1 D è una rete di secondo livello disponibile nella province d'Arezzo e Firenze.
È inoltre ricevibile un multiplex locale emiliano:
Eitowers Emilia-Romagna è una rete di primo livello disponibile a Firenzuola.

È inoltre ricevibile un multiplex locale umbro:
Umbria Tv è una rete di secondo livello disponibile a Cetona.

## Frequenze
Eitowers Toscana trasmette sul canale 41 della banda UHF V in tutta la Toscana.
Firenze DvbT2 trasmette sul canale 27 della banda UHF IV nelle province di Firenze, Prato e Pistoia.
Tv 1 A trasmette sul canale 22 della banda UHF IV nelle province d'Arezzo e Siena.
Tv 1 B trasmette sul canale 31 della banda UHF IV nelle province di Firenze, Pistoia e Prato.
Tv 1 D trasmette sul canale 29 della banda UHF IV nella province d'Arezzo e Firenze.
Eitowers Emilia-Romagna trasmette sul canale 32 della banda UHF IV a Firenzuola.
Umbria Tv trasmette sul canale 43 della banda UHF V a Cetona.

## Servizi

### Canali televisivi (Eitowers Toscana)
| LCN | Canale                | Note       |
| --- | --------------------- | ---------- |
| 10  | RTV38 HD              | FTA (HDTV) |
| 11  | Toscana TV            | FTA (HDTV) |
| 12  | NOItv                 | FTA (HDTV) |
| 13  | TV9                   | FTA (HDTV) |
| 14  | TVL                   | FTA (HDTV) |
| 15  | GRANDUCATO TV         | FTA (HDTV) |
| 16  | TELETRURIA            | FTA (HDTV) |
| 17  | TVR Teleitalia 7 Gold | FTA (HDTV) |
| 18  | 50 CANALE HD          | FTA (HDTV) |
| 19  | ITALIA 7              | FTA        |
| 71  | CANALE ITALIA extra   | FTA        |
| 73  | RADIO BRUNO Toscana   | FTA        |
| 75  | TvP                   | FTA (HDTV) |
| 78  | TELEREGIONE TOSCANA   | FTA        |
| 84  | C3T                   | FTA (HDTV) |
| 85  | TSD HD                | FTA (HDTV) |
| 88  | ALERT SYSTEM TV       | FTA (HDTV) |
| 91  | Siena TV              | FTA (HDTV) |

### Canali televisivi (Firenze DvbT2)
| LCN | Canale           | Note       |
| --- | ---------------- | ---------- |
| 79  | SESTA RETE       | FTA (HDTV) |
| 80  | FIRENZE TV       | FTA (HDTV) |
| 82  | Radio Stella TV  | FTA        |
| 89  | TELECAMAIORE     | FTA        |
| 92  | CANALE 3 TOSCANA | FTA        |
| 94  | REGIONE TV       | FTA        |
| 95  | ARTUSCANY        | FTA (HDTV) |
| 97  | RADIO BRUNO TV   | FTA (HDTV) |
| 111 | ODEON 24         | FTA        |

### Canali radiofonici (Firenze DvbT2)
| LCN | Canale             | Note |
| --- | ------------------ | ---- |
| 702 | RADIO TOSCANA      | FTA  |
| 730 | RADIO TOSCANA      | FTA  |
| 731 | RADIO FIRENZE 95.4 | FTA  |

### Canali televisivi (Tv 1 A)
| LCN | Canale       | Note |
| --- | ------------ | ---- |
| 77  | TV1          | FTA  |
| 81  | Arezzo TV    | FTA  |
| 87  | Umbria Tv    | FTA  |
| 93  | NTI          | FTA  |
| 110 | Telecampione | FTA  |
| 112 | Idea Plus    | FTA  |
| 177 | 1 TOSCANA    | FTA  |

### Canali televisivi (Tv 1 B)
| LCN | Canale                           | Note       |
| --- | -------------------------------- | ---------- |
| 77  | TV1-HD                           | FTA (HDTV) |
| 81  | AREZZO TV                        | FTA (HDTV) |
| 83  | TC2 News                         | FTA (HDTV) |
| 87  | UMBRIA TV                        | FTA        |
| 90  | RTUA                             | FTA        |
| 93  | NTI                              | FTA (HDTV) |
| 96  | Tele Firenze Viola Super Sport   | FTA        |
| 98  | RTUA 2                           | FTA        |
| 110 | LIBERA TV                        | FTA        |
| 112 | Idea Plus                        | FTA        |
| 175 | LIBERA SPORT                     | FTA        |
| 176 | LIBERA MOTORI                    | FTA        |
| 178 | LIBERA FAMIGLIA                  | FTA        |
| 179 | LIBERA INFORMA                   | FTA        |
| 180 | Radio Italia Cina + Tv           | FTA (HDTV) |
| 181 | LIBERA INSIEME                   | FTA        |
| 185 | BRUTUS! TV                       | FTA        |
| 187 | Firenze Sport1                   | FTA        |
| 189 | AQUESIO TV                       | FTA        |
| 190 | Voltapagina                      | FTA        |
| 191 | GIGLIO NEWS                      | FTA        |
| 194 | FIRENZE VIOLA SUPER SPORT NEWS24 | FTA        |

### Canali televisivi (Tv 1 D)
| LCN | Canale     | Note |
| --- | ---------- | ---- |
| 90  | RTUA       | FTA  |
| 98  | RTUA2      | FTA  |
| 189 | AQUESIO TV | FTA  |
| 190 | Voltapgina | FTA  |